# Humac (Chorwacja)
Humac – wieś w Chorwacji, w żupanii splicko-dalmatyńskiej, w gminie Jelsa. W 2011 roku pozostawała niezamieszkana.